# Tainan
Tainan (en chino tradicional: 臺南; Hanyu Pinyin: Táinán; Wade-Giles: T'ai-nan; Pe̍h-ōe-jī: Tâi-lâm; literalmente "Taiwan del Sur") es una ciudad en el sur de Taiwán. La ciudad propiamente dicha es un municipio especial frente al estrecho de Formosa en el oeste y el sur. Tainan es la ciudad más antigua de la isla de Taiwán y también conocida comúnmente como la «Ciudad Capital» por sus más de 200 años de historia como la capital de Taiwán bajo el mandato de Koxinga y la posterior dinastía Qing. La compleja historia de reapariciones, redefiniciones y renovaciones de Tainan inspiró su apodo popular «la ciudad Fénix».
Como la zona urbana más antigua de Taiwán, Tainan fue establecida inicialmente por la Compañía Neerlandesa de las Indias Orientales (COV) como una base comercial y gobernante llamada Fuerte Zeelandia durante el período de dominio neerlandés en la isla. Después de que Koxinga derrotara a los colonos neerlandeses en 1661, Tainan permaneció como la capital del Reino de Tungning hasta 1683 y luego la capital de la prefectura de Taiwán bajo el dominio de la dinastía Qing hasta 1887, cuando la nueva capital provincial se trasladó a Taipéi.
Tainan ha sido históricamente considerada como una de las ciudades más antiguas de Taiwán, y su antiguo nombre, Tayouan, se afirma que es el origen del nombre «Taiwán». También es una de las capitales culturales de Taiwán, por sus ricas culturas populares, incluida la famosa comida callejera local y la cocina tradicional, los ritos taoístas ampliamente conservados y otras tradiciones locales vivas que abarcan desde el nacimiento de los niños hasta los funerales. La ciudad alberga la primera escuela-templo confuciano en Taiwán, construida en 1665, los restos de las puertas orientales y meridionales de la ciudad vieja, y muchos otros monumentos históricos. Tainan reclama más templos budistas y taoístas que cualquier otra ciudad de Taiwán.

## Historia
Es la ciudad más antigua del país. La ciudad fue llamada durante una temporada Taiwanfu. Es posible que se fundara gracias a tribus aborígenes en el siglo XVI, eran sobre todo pescadores y cazadores. En el siglo XVI los portugueses se interesaron por Taiwán, los neerlandeses querían que el país se llamara Tainan, pero al final prevaleció el nombre de Taiwán. Koxinga convirtió a Tainan en la capital de Taiwán, lo que continuó siendo hasta el año 1887.

## Economía
Se sitúa en un área fértil, lo que provoca que sea una de las zonas del mundo que más arroz exporta, también azúcar. También se dedica a la elaboración de herramientas de hierro.

## Ubicación
Se sitúa muy cerca de Kaohsiung, en el sur de Taiwán, dentro del país está en la costa oeste, en el océano Pacífico, más exactamente en el mar de la China Meridional.

## Educación y cultura
Es sede de la universidad nacional Cheng Kung, del año 1927.

## Gobierno

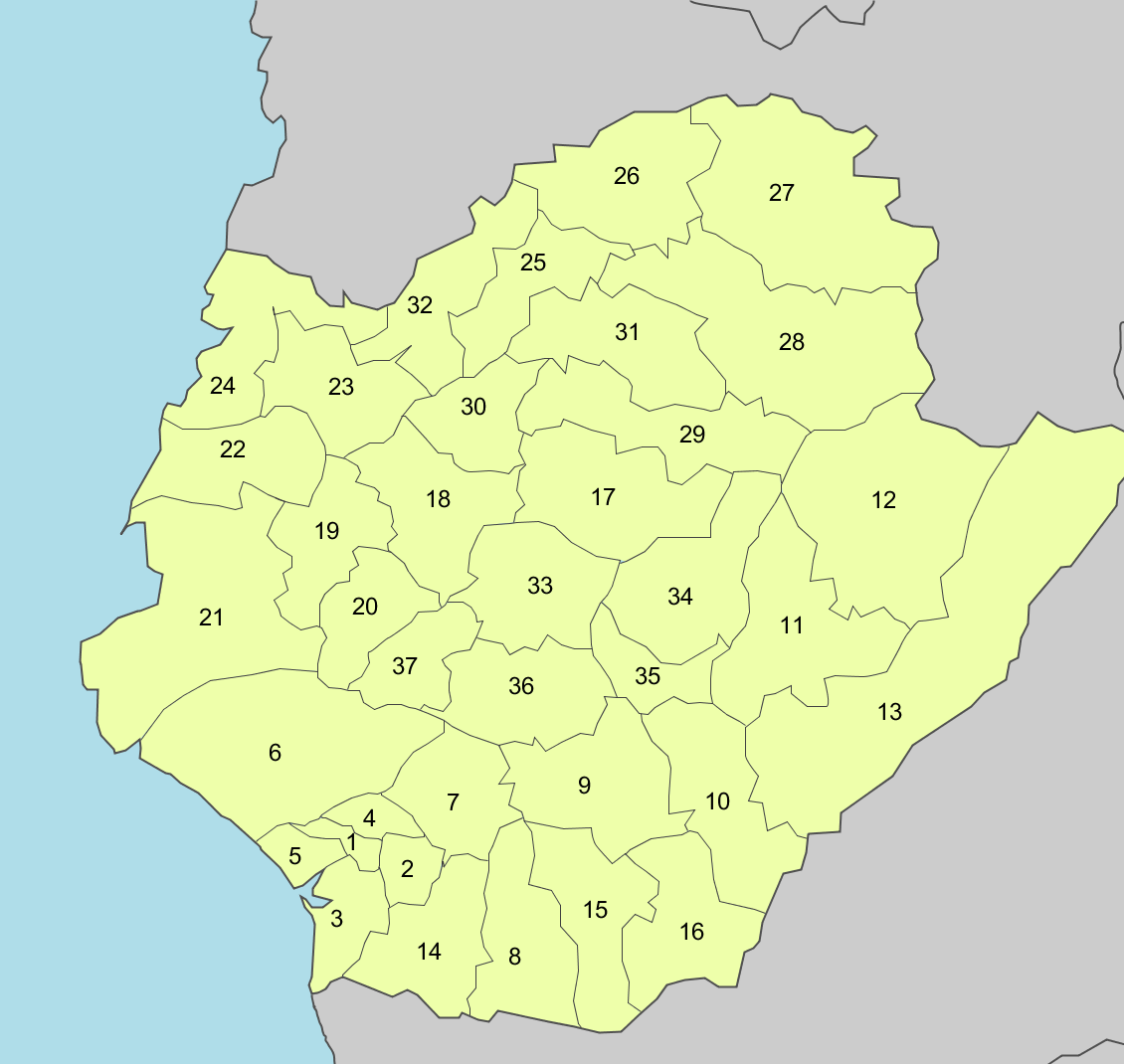
Distritos administrativos

### Distritos administrativos
Tainan tiene 37 distritos (區 qu):
| Distrito                       |        | Población    | Área de tierra |
| ------------------------------ | ------ | ------------ | -------------- |
|                                |        | como de 2020 | km²            |
| 1 Zhōngxī-qū (Distrito Centro) | 中西區 | 78,233       | 6.2600         |
| 2 Dongqu (Distrito Este)       | 東區   | 185,472      | 13.4156        |
| 3 Nán-qū (Distrito Sur)        | 南區   | 124,362      | 27.2681        |
| 4 Běi-qū (Distrito Norte)      | 北區   | 130,736      | 10.4340        |
| 5 Anping-qu                    | 安平區 | 67,169       | 11.0663        |
| 6 Annan-qu                     | 安南區 | 194,862      | 107.2016       |
| 7 Yongkang-qū                  | 永康區 | 235,636      | 40.2753        |
| 8 Guiren-qū                    | 歸仁區 | 68,282       | 55.7913        |
| 9 Sinhua-qū                    | 新化區 | 43,298       | 62.0579        |
| 10 Zuozhen-qū                  | 左鎮區 | 4,625        | 74.9025        |
| 11 Yujing-qū                   | 玉井區 | 13,696       | 76.3662        |
| 12 Nansi-qū                    | 楠西區 | 9,270        | 109.6316       |
| 13 Nanhua-qū                   | 南化區 | 8,479        | 171.5198       |
| 14 Rende-qū                    | 仁德區 | 76,277       | 50.7664        |
| 15 Guanmiao-qū                 | 關廟區 | 34,068       | 53.6413        |
| 16 Longqi-qū                   | 龍崎區 | 3,820        | 64.0814        |
| 17 Guantian-qū                 | 官田區 | 21,319       | 70.7953        |
| 18 Madou-qū                    | 麻豆區 | 43,822       | 53.9744        |
| 19 Jiali-qū                    | 佳里區 | 58,981       | 38.9422        |
| 20 Sigang-qū                   | 西港區 | 24,455       | 33.7666        |
| 21 Cigu-qū                     | 七股區 | 22,259       | 110.1492       |
| 22 Jiangjun-qū                 | 將軍區 | 19,194       | 41.9796        |
| 23 Syuejia-qū                  | 學甲區 | 25,466       | 53.9919        |
| 24 Beimen-qū                   | 北門區 | 10,721       | 44.1003        |
| 25 Sinying-qū                  | 新營區 | 76,743       | 38.5386        |
| 26 Houbi-qū                    | 後壁區 | 22,834       | 72.2189        |
| 27 Baihe-qū                    | 白河區 | 27,492       | 126.4046       |
| 28 Dongshan-qū                 | 東山區 | 20,303       | 124.9178       |
| 29 Liujia-qū                   | 六甲區 | 21,761       | 67.5471        |
| 30 Xiaying-qū                  | 下營區 | 23,568       | 33.5291        |
| 31 Liuying-qū                  | 柳營區 | 20,931       | 61.2929        |
| 32 Yanshui-qū                  | 鹽水區 | 25,052       | 52.2455        |
| 33 Shanhua-qū                  | 善化區 | 50,359       | 55.3097        |
| 34 Danei-qū                    | 大內區 | 9,312        | 70.3125        |
| 35 Shanshang-qū                | 山上區 | 7,163        | 27.8780        |
| 36 Sinshi-qū                   | 新市區 | 37,487       | 47.8096        |
| 37 Anding-qū                   | 安定區 | 30,384       | 31.2700        |

## Clima
Tainan tiene un clima subtropical húmedo que bordea en uno clima tropical seco y húmedo. La ciudad se caracteriza por tener todo el año una alta humedad relativa y altas temperaturas (sin embargo las temperaturas caen en invierno), con una temporada lluviosa (abril a septiembre) y una temporada seca (octubre a marzo).
| Parámetros climáticos promedio de Tainan, Taiwán (1971-2000) | Parámetros climáticos promedio de Tainan, Taiwán (1971-2000) | Parámetros climáticos promedio de Tainan, Taiwán (1971-2000) | Parámetros climáticos promedio de Tainan, Taiwán (1971-2000) | Parámetros climáticos promedio de Tainan, Taiwán (1971-2000) | Parámetros climáticos promedio de Tainan, Taiwán (1971-2000) | Parámetros climáticos promedio de Tainan, Taiwán (1971-2000) | Parámetros climáticos promedio de Tainan, Taiwán (1971-2000) | Parámetros climáticos promedio de Tainan, Taiwán (1971-2000) | Parámetros climáticos promedio de Tainan, Taiwán (1971-2000) | Parámetros climáticos promedio de Tainan, Taiwán (1971-2000) | Parámetros climáticos promedio de Tainan, Taiwán (1971-2000) | Parámetros climáticos promedio de Tainan, Taiwán (1971-2000) | Parámetros climáticos promedio de Tainan, Taiwán (1971-2000) |
| Mes                                                          | Ene.                                                         | Feb.                                                         | Mar.                                                         | Abr.                                                         | May.                                                         | Jun.                                                         | Jul.                                                         | Ago.                                                         | Sep.                                                         | Oct.                                                         | Nov.                                                         | Dic.                                                         | Anual                                                        |
| ------------------------------------------------------------ | ------------------------------------------------------------ | ------------------------------------------------------------ | ------------------------------------------------------------ | ------------------------------------------------------------ | ------------------------------------------------------------ | ------------------------------------------------------------ | ------------------------------------------------------------ | ------------------------------------------------------------ | ------------------------------------------------------------ | ------------------------------------------------------------ | ------------------------------------------------------------ | ------------------------------------------------------------ | ------------------------------------------------------------ |
| Temp. máx. media (°C)                                        | 23.0                                                         | 23.8                                                         | 26.6                                                         | 29.4                                                         | 31.3                                                         | 32.2                                                         | 32.9                                                         | 32.3                                                         | 32.2                                                         | 30.8                                                         | 27.7                                                         | 24.3                                                         | 28.9                                                         |
| Temp. media (°C)                                             | 17.4                                                         | 18.2                                                         | 21.1                                                         | 24.5                                                         | 27.0                                                         | 28.4                                                         | 29.0                                                         | 28.5                                                         | 28.0                                                         | 25.9                                                         | 22.4                                                         | 18.8                                                         | 24.1                                                         |
| Temp. mín. media (°C)                                        | 13.7                                                         | 14.5                                                         | 17.1                                                         | 20.8                                                         | 23.8                                                         | 25.5                                                         | 26.1                                                         | 25.7                                                         | 24.9                                                         | 22.6                                                         | 18.9                                                         | 15.2                                                         | 20.7                                                         |
| Precipitación total (mm)                                     | 19.9                                                         | 28.8                                                         | 35.4                                                         | 84.9                                                         | 175.5                                                        | 370.6                                                        | 345.9                                                        | 417.5                                                        | 138.4                                                        | 29.6                                                         | 14.7                                                         | 11.3                                                         | 1672.5                                                       |
| Días de precipitaciones (≥ 1 mm)                             | 4.5                                                          | 5.4                                                          | 5.1                                                          | 7.2                                                          | 9.9                                                          | 13.1                                                         | 13.4                                                         | 16.7                                                         | 9.3                                                          | 3.6                                                          | 2.5                                                          | 3.3                                                          | 94                                                           |
| Horas de sol                                                 | 182.4                                                        | 158.7                                                        | 187.3                                                        | 188.7                                                        | 192.0                                                        | 190.6                                                        | 221.5                                                        | 195.7                                                        | 200.5                                                        | 197.7                                                        | 174.9                                                        | 173.7                                                        | 2263.7                                                       |
| Humedad relativa (%)                                         | 78.3                                                         | 78.7                                                         | 77.4                                                         | 77.3                                                         | 78.0                                                         | 80.1                                                         | 78.8                                                         | 81.2                                                         | 78.6                                                         | 77.4                                                         | 77.0                                                         | 77.5                                                         | 78.4                                                         |
| Fuente: 15 de mayo de 2009                                   |                                                              |                                                              |                                                              |                                                              |                                                              |                                                              |                                                              |                                                              |                                                              |                                                              |                                                              |                                                              |                                                              |

## Ciudades hermanadas
| - Monterrey, California, Estados Unidos (desde 1965). - Gwangju, Corea del Sur (desde 1968). - San José, California, Estados Unidos (desde 1977). - Kansas City, Misuri, Estados Unidos (desde 1978). - Pásay, Filipinas (desde 1980). - Cavite, Filipinas (desde 1980). - Tagaytay, Filipinas (desde 1980). - Trece Mártires, Filipinas (desde 1980). - Columbus, Ohio, Estados Unidos (desde 1980). - Kinmen, República de China (desde 1981). - Santa Cruz de la Sierra, Bolivia (desde 1981). - Puerto Elizabeth, Oriental del Cabo, Sudáfrica (desde 1982). - Orlando, Florida, Estados Unidos (desde 1982). - Gold Coast, Queensland, Australia (desde 1982). - Fairbanks, Alaska, Estados Unidos (desde 1983). | - Oklahoma City, Estados Unidos (desde 1986). - Huntsville, Alabama, Estados Unidos (desde 1986). - Carbondale, Illinois, Estados Unidos (desde 1991). - Lovaina, Brabante Flamenco, Flamenca, Bélgica (desde 1993). - Ra'anana, Israel (desde 2003). - Islas Pescadores, República de China (desde 2004). - Zacapa, Guatemala (desde 2004). - Elbląg, Varmia y Masuria Polonia (desde 2005). - Ribe, Dinamarca Meridional, Dinamarca (desde 2005). - Keçiören, Anatolia Central, Turquía (desde 2005). - Cagayán de Oro, Filipinas, Rusia (desde 2005). - Kanpur, Uttar Pradesh, India (desde 2005). - Almere, Flevoland, Países Bajos (desde 2009). |